# Limeyrat
Limeyrat település Franciaországban, Dordogne megyében. Lakosainak száma 430 fő (2022. január 1.). Limeyrat Brouchaud, Ajat, Fossemagne, Montagnac-d’Auberoche és Bassillac et Auberoche községekkel határos.

## Népesség
A település népességének változása:
| Lakosok száma | 343  | 408  | 427  | 441  | 455  | 450  | 445  | 443  | 438  | 430  |
|               | 1968 | 1982 | 1990 | 2006 | 2013 | 2015 | 2017 | 2019 | 2020 | 2022 |